# Мартіндейл (Техас)
Мартіндейл (англ. Martindale) — місто (англ. city) в США, в окрузі Колдвелл штату Техас. Населення — 1253 особи (2020).

## Географія
Мартіндейл розташований за координатами 29°50′34″ пн. ш. 97°50′25″ зх. д. / 29.84278° пн. ш. 97.84028° зх. д. (29.842757, -97.840255).  За даними Бюро перепису населення США в 2010 році місто мало площу 5,27 км², з яких 5,20 км² — суходіл та 0,07 км² — водойми.

## Демографія
Згідно з переписом 2010 року, у місті мешкало 1116 осіб у 416 домогосподарствах у складі 298 родин. Густота населення становила 212 осіб/км².  Було 462 помешкання (88/км²).
Расовий склад населення:
| - 76,3 % — білих - 2,1 % — чорних або афроамериканців - 1,0 % — азіатів - 0,4 % — корінних американців - 17,7 % — осіб інших рас |

До двох чи більше рас належало 2,6 %. Частка іспаномовних становила 56,5 % від усіх жителів.
За віковим діапазоном населення розподілялося таким чином: 26,3 % — особи молодші 18 років, 61,5 % — особи у віці 18—64 років, 12,2 % — особи у віці 65 років та старші. Медіана віку мешканця становила 38,0 року. На 100 осіб жіночої статі у місті припадало 101,1 чоловіків;  на 100 жінок у віці від 18 років та старших — 96,4 чоловіків також старших 18 років.
Середній дохід на одне домашнє господарство  становив 56 161 долар США (медіана — 43 929), а середній дохід на одну сім'ю — 59 042 долари (медіана — 45 774). Медіана доходів становила 40 610 доларів для чоловіків та 31 914 долари для жінок. За межею бідності перебувало 18,2 % осіб, у тому числі 30,7 % дітей у віці до 18 років та 8,1 % осіб у віці 65 років та старших.
Цивільне працевлаштоване населення становило 540 осіб. Основні галузі зайнятості: освіта, охорона здоров'я та соціальна допомога — 20,0 %, будівництво — 15,7 %, роздрібна торгівля — 14,4 %, науковці, спеціалісти, менеджери — 13,3 %.